# Торо малавійський
То́ро малавійський (Phyllastrephus alfredi) — вид горобцеподібних птахів родини бюльбюлевих (Pycnonotidae). Мешкає в Східній Африці.

## Поширення і екологія
Малавійські торо поширені в Танзанії, Замбії і Малаві. Вони живуть в тропічних лісах.